# Grease (musical)
Grease és un musical de Jim Jacobs i Warren Casey. El musical pren el nom de la subcultura juvenil que es creà als anys 1950 anomenat "greasers". El musical, situat en 1959 al fictici "Rydell High School", segueix 10 adolescents de classe treballadora mentre que naveguen per les complexitats de l'amor, els cotxes i els cinemes drive-in. La banda sonora intenta recrear el so del rock and roll primerenc. A la seva producció original a Broadway, el show era verd, cru, agressiu i vulgar. Les versions posteriors van satinar-ho i rebaixar-ho. El show tracta sobre problemes socials com l'embaràs adolescent i la violència de bandes; i entre els seus temes apareixen l'amor, l'amistat, la rebel·lió adolescent, l'exploració sexual durant l'adolescència i, en certa manera, la consciència i la lluita de classes.
Grease va ser estrenat el 1971 al Kingston Mines Theatre de Chicago. Des d'allà, ha tingut èxit tant a escena com al cinema, tot i que el contingut ha canviat dràsticament i els seus personatges s'han convertit en més genèrics. Quan tancà el 1980, amb 3.388 funcions era el musical de més llarga durada a Broadway, tot i que poc després va ser superat per A Chorus Line. També esdevindria un èxit al West End, un gran èxit al cinema i una de les eleccions més habituals dels grups de teatre aficionat. Actualment ocupa el 14è lloc a la llista dels espectacles de més llarga durada a Broadway.

## Història de la producció

### versions originals i Broadway
L'espectacle original, ha estat descrit tant com un musical des de l'inici com una obra amb música incidental. En qualsevol cas, inicialment va ser posat en escena sota el nom de Grease Lightning, a la localització de Kingston Mines al Lincoln Park veí de Chicago. El guió es basava en l'experiència de Jim Jacobs al William Taft High School.
A l'abril del 2011 Jim Jacobs finalment reconegué que el personatge de Sandy es basava en Jeanie Kozemczak.
Els productors Ken Waissman i Maxine Fox van veure l'espectacle i van suggerir als autos que funcionaria millor com un musical, i els van dir que si volien repassar-ho i els agradava el resultat final, llavors el produirien a l'Off-Broadway. L'equip es dirigí cap a Nova York per col·laborar en el que finalment esdevindria Grease. La nova producció dirigida per Tom Moore i coreografiada per Patricia Birch (qui posteriorment dirigiria la fallida seqüela de l'adaptació cinematogràfica de Grease), s'estrenà al Eden Theatre de l'Off-Broadway el 14 de febrer de 1972. Tot i que Grease s'estrenà geogràficament fora de Broadway, va fer-ho sota els contractes de Broadway de 1a classe; considerant-se elegible pels Premis Tony de 1972, rebent 7 nominacions.
El 7 de juny de 1972 la producció es traslladà al Broadhurst Theatre de Broadway, i el 21 de novembre va anar al Royale Theatre, on es representà fins al 27 de gener de 1980. Per a les darreres 5 setmanes es traslladà a Majestic Theatre, més gran. La darrera funció va ser el 13 d'abril de 1980, després d'haver-se representat 3.388 vegades.
El repartiment original de Broadway incloïa a Barry Bostwick com Danny i Carole Demas com Sandy, amb Adrienne Barbeau com Rizzo, Timothy Meyers com Kenickie, Alan Paul, Walter Bobbie i Mews Small en papers de repartiment. Entre les substitucions durant l'estada van intervenir Jeff Conaway, Gail Edwards, Marilu Henner, Peter Gallagher, Ilene Graff, Judy Kaye, Patrick Swayze, John Travolta, Jerry Zaks i Treat Williams. Richard Gere va fer de suplent en diversos papers de la producció, incloent Danny Zuko, Teen Angel i Vince Fontaine.

### Producció de Londres de 1973
La producció del West End s'estrenà al juny de 1974 al New London Theatre, amb un repartiment que incloïa a un llavors desconegut Richard Gere com Danny, Stacey Gregg com Sandy, Stephen Bent com Roger, Jacqui-Ann Carr com Rizzo i Derek James com Doody. Posteriorment Paul Nicholas i Elaine Paige, que provenien de la producció londinenca de Hair, interpretaren els personatges protagonistes. Kim Branden també interpretaria a Sandy. El 1979 va ser reestrenat al Astoria, amb Su Pollard i Tracey Ullman.

### Revival de Londres de 1993
El revival s'estrenà al Dominion Theatre el 1993, passant al Cambridge Theatre a l'octubre de 1996, on es representà fins a l'11 de setembre de 1999. Dirigit per David Gilmore, el repartiment inicial incloïa a Craig McLachlan (Danny); Debbie Gibson (Sandy), (Sonia i Samantha Janus posteriorment substituirien a Gibson com Sandy; Mike Doyle (Vince Fontaine); Tamzin Outhwaite (Patty); Shane Ritchie (Kenickie) i Sally Ann Triplett (Rizzo). L'èxit comportà una gira pel Regne Unit, amb Shane Ritchie com Danny, Helen Way com Sandy, Toby Hinson com Vince Fontaine / Teen Angel, Alex Bourne com Kenickie i Michele Hooper com Rizzo.

### Revival de Broadway de 1994
Després de 20 prèvies, l'11 de maig de 1994 s'estrenà un revival a Broadway dirigit i coreografiat per Jeff Calhoun a l'Eugene O'Neill Theatre, representant-se durant 1.505 funcions. Estava interpretada per Ricky Paull Goldin (Danny), Brooke Shields i Rosie O'Donnell (Rizzo), Susan Wood (Sandy), Hunter Foster (Roger), Megan Mullally (Marty), Heather Stokes (Jan) i Billy Porter (Teen Angel).
El setembre del 1994 començà una gira nacional pels Estats Units a New Haven, Connecticut, representant-se durant diversos anys. El repartiment incloä a Sally Struthers (Miss Lynch), que va estar a la gira durant diversos anys, Angela Pupello (Rizzo), Rex Smith (Danny), Trisha M. Gorman (Sandy) i Davy Jones (Vince Fontaine). Brooke Shields (Rizzo) s'uní a la gira al novembre de 1994 abans d'unir-se al repartiment de Broadway. Entre altres intèrprets estanMicky Dolenz (Vince Fontaine), Adrian Zmed (Danny), Debbie Gibson, Heather Stokes, Mackenzie Phillips and Jasmine Guy (Rizzo), Sutton Foster (Sandy) and Marissa Jaret Winokur (Jan), and Lucy Lawless (Rizzo, 1997).

### Revival de Broadway i de Londres de 2007
Un segon revival, dirigit i coreografiat per Kathleen Marshall, començà les prèvies al Brooks Atkinson Theatre el 24 de juliol de 2007, estrenant-se el 19 d'agost. Max Crumm i Laura Osnes van ser els triats per interpretats de Danny i de Sandy mitjançant el reality Grease: You're the One that I Want! de la NBC. La producció inclou quatre cançons escrites per la pel·lícula: "Grease", "Hopelessly Devoted to You", "Sandy" i "You're the One That I Want"; els "Burger Palace Boys" van passar a ser els "T-Birds" en aquest revival; i la producció acabà el 4 de gener del 2009, després de 31 prèvies i 554 funcions.
El 8 d'agost del 2007 s'estrenà un revival al Piccadilly Theatre del West End, representant-se durant 4 anys. Els protagonistes també van ser triats mitjançant un reality de la ITV, Grease Is the Word, amb Danny Bayne i Susan McFadden interpretant Danny i Sandy. El show tancà el 30 d'abril del 2011, després de 1.300 funcions, enllaçant amb una gira pel Regne Unit que començà el 6 de maig a Edimburg.

### Grease a Barcelona
Entre el 3 d'octubre del 2006 i el 6 de gener del 2008 es realitzà una adaptació al teatre Victoria de Barcelona. Després d'una gira per Espanya, la producció s'instal·là al Teatro Nuevo Alcalá de Madrid, representant-se entre el 14 d'octubre del 2008 i el 31 de gener del 2010, tornant a fer gira per Espanya fins a la darrera funció l'1 d'agost del 2010, esdevenint una de les versions de més llarga durada a Espanya, amb 1.090 funcions. Dirigit per Ricard Reguant, el repartiment original incloïa a Carlos Solano com Danny Zuko, Maria Adamuz com Sandy (posteriorment substituïda per Edurne i per Gisela), Elena Gadel com Betty Rizzo, Daniel Millet com Kenickie, Marisa Gerardi com Miss Lynch i Xavier Mateu com Vince Fontaine/Teen Angel. Va resultar l'espectacle més vist a Barcelona de la temporada 2006/07, superant els 700.000 espectadors en la seva gira posterior.
El 15 de novembre del 2011 s'estrenà al Cúpula Las Arenas de Barcelona un nou revival en castellà (alternant amb funcions en català), dirigit i coreografiat per Coco Comín, representant-se fins al 22 de gener del 2012, el qual va ser transferit al Teatro Coliseum de Madrid entre el 6 de març i el 6 de maig del 2012, abans de començar una gira per Espanya. El repartiment original incloïa a Jordi Coll com Danny Zuko, Edurne reprenent el paper de Sandy, Manoli Nieto com Rizzo, Iván Santos com Kenickie, Patrizia Barbieri com Miss Lynch i Carles Torregosa com Vince Fontaine/Teen Angel. convidada. El gener de 2013 tornà a Barcelona, aquest cop al teatre Coliseum

### Grease a Mallorca
En Octubre de 2015 BaleArt Music (BAM) va produir la seva versió de Grease amb Victòria Maldi en el paper de Sandy, Ricky Merino en el paper de Danny, Tamara Fajardo com a Rizo i Bernat Molina com a Kenickie. Alex Tejedor hi tengué una col·laboració especial en el paper de Teen Angel. L'espectacle s'estrenà al Teatre Principal de Palma i s'esgotaren les entrades.

## Sinopsi

### I Acte
El musical comença amb una reunió de la promoció de 1959 de la Rydell High School, encapçalada per la vella professora d'anglès, Miss Lynch. Dona la benvinguda als assistents i comença a recitar l'himne de l'escola ("Alma Mater"). Dona la benvinguda a l'antiga animadora Patty Simcox Honeywell i a Eugene Florczyk, que fa un discurs per acompanyar la reunió. Al final del discurs, Eugene diu que n'hi ha que no han assistit a la reunió, però espera que sí que hi seran en esperit. De cop i volta, la colla de greasers coneguda com a "Burger Palace Boys" (al revival, els "T-Birds") i les seves noies, les "Pink Ladies", canten una paròdia de l'himne. Un cop acaba la cançó, l'obra entra a un flashback fins 
Al revival de Londres de 2003, l'obra comença de manera diferent, semblant a la pel·lícula. Aquí apareixen Sandy Dumbrowski i Danny Zuko, passant junts el seu darrer dia d'estiu. Sandy pregunta a Danny si ja s'ha acabat tot, i Danny li assegura que el seu amor només ha començat. Llavors, l'escena canvia mentre que la resta de greasers entra i canten sobre el seu estil de vida rebel ("Grease (Is the Word)"). Mentre que la cançó acaba, l'obra va fins al curs de 1959 de la Rydell High.
1959. Els rebels, feliços, enamorats estudiants del Rydell High School comencen un nou curs. Les Pink Ladies seuen a un costat del menjador, i els Burger Palace Boys seuen a l'altre.
Hi ha una noia nova a l'institut, Sandy Dumbrowski. Ella i el cap dels T-Birds, Danny Zuko, han tingut un breu romanç durant l'estiu, però les vacances van acabar abans que poguessin haver resolt els seus sentiments. En descriure la història a les Pink Ladies (Jan, Marty, Frenchy i Betty Rizzo), Sandy se centra en el lligam emocional que tenien en Danny i ella, mentre que Dany menteix als nois (Roger, Doody, Sonny, i Kenickie) sobre els aspectes físics de la seva relació ("Summer Nights"). Sandy i Danny de cop i volta es troben a l'institut, i mentre que la Sandy està contenta de veure en Danny, ell se la treu de sobre, pretenent ser molt fred. Mentre que els Burguer Palace Boys marxen, Sandy queda amb el cor trencat, però les Pink Ladies la calmen i la conviden a la festa de pijames de Marty. Mentrestant, en Doody, el membre més jove del grup, els ensenya la seva guitarra, i la futura estrella del rock en potència dona un concert al hall ("Those Magic Changes").
A la festa de pijames de la Marty, les noies experimenten amb vi, cigarretes i els forats a les orelles, a més de parlar sobre nois. La Marty explica la seva relació a distància amb un marine ("Freddy, My Love"). Mentrestant, pel seu costat, els Burger Palace Boys estan enfeinats robant tapacubs i fent broma sobre en Kenickie i el seu "nou" cotxe usat ("Greased Lightning").
En Danny es torna a trobar amb la Sandy mentre que ella practica per fer de cheerliader i intenta disculpar-se pel seu comportament, però ella se sent ferida perquè ell ha dit als seus amics que ella és "fàcil". La cap de les cheerleaders Patty Simcox els interromp per urgir a Sandy a unir-se al grup i per provocar Danny amb indiscrecions. Patty informa a Danny que aviat hi haurà proves per entrar a l'equip d'atletisme, i Danny diu a Sandy que entrarà a l'equip per demostrar-li que és sofisticat. Un cop marxa en Danny, Patty i Sandy fan un assaig de la seva coreografia d'animació ("Rydell Fight Song").
Els nois agafen les seves ràdios portàtils per a un picnic al parc. Roger comparteix el seu amor per la Jan i la seva afició favorita en ("Mooning"). Rizzo provoca Danny per enamorar-se d'una noia que sembla la ingènua oficial adolescent Sandra Dee i se'n riu d'ella aprofitant que encara no ha arribat al picnic ("Look at Me, I'm Sandra Dee"). Sandy s'adona que en Danny la deixa a part per ser guay i desitja que tant de bo mai no s'haguessin trobat.
En Danny s'encongeix d'espatlles davant la resposta negativa de Sany, i fan plans sobre com s'aparellaran al proper ball de l'escola. La Marty s'ha quedat sense parella, i en Danny suggereix que la Marty vagi amb l'Eugene, ella el persegueix. Finalment, tots declaren que "sempre estaran junts" i que sempre seran amics ("We Go Together").

### II Acte
Al High School Hop, tots estan ballant llevat de la Sandy ("Shakin' At the High School Hop"). Està sola a casa, dolent-se per si mateixa, escoltant la ràdio i plorant sobre com enyora el seu amor d'estiu ("It's Raining on Prom Night"). Mentrestant, el disk jockey favorit de la ràdio dels Burger Palace Boys i les Pink Ladies, Vince Fontaine, és el Mestre de Cerimònies del ball, que té lloc al gimnàs. Presenta els nois pel concurs de ball de hand jive. Kenickie arriba al darrer moment amb la seva cita a cegues, Cha-Cha DiGregorio, una noia vistosa de l'escola Saint Bernadette. Però en Kenickie abandona Cha-Cha i se'n va amb la Rizzo. En Danny inicialment havia de ballar amb la Rizzo, però ella prefereix ballar amb la Rizzo; i en Kenickie aparella en Danny amb la Cha-Cha, malgrat les protestes d'en Danny. Vince Fontaine comença el concurs de ball, i tots hi participen mentre que ell i Miss Lynch van fent fora els concursants ("Born to Hand Jive"). Al final, Danny i la Cha-Cha guanyen el concurs. Pel seu costat, la Sandy se sent traïda, però no pot deixar de pensar amb en Danny ("Hopelessly Devoted to You").
Uns dies després al Burges Palace, un parell de nois van cap a la Frenchy. Els nois van armats amb un arsenal casolà, i quan la Frenchy els ho pregunta, diuen que la Cha-Cha era la xicota d'algú de la banda rival dels Burger Palace Boys, els Flaming Dukes. Cha-Cha els va explicar com havia ballat amb en Danny, i els Flaming Dukes havien desafiat a una baralla. Danny entra corrent a l'escena, vestit amb un xandall, i fent evident que s'ha unit a l'equip d'atletisme. Els nois reaccionen amb desaprovació i confusió. Malgrat tot, insisteixen en que el necessiten per la baralla, però en Danny diu que no vol problemes amb l'entrenador, i torna a la cursa, davant la desaprovació dels nois. Els tres es queden al Burger Palace Boys per menjar alguna cosa abans de la baralla, i la Frenchy es lamenta que no sap què fer amb la seva vida, perquè ha deixat Rydell i ara l'han fet fora de l'escola d'esteticiens perquè no ha anat a cap classe. Apareix el Teen Angel amb un cor d'àngels i li acosella que torni a l'escola, però ella es nega a seguir el consell ("Beauty School Dropout").
Danny, preocupat per arreglar les coses amb la Sandy, la porta amb el Greased Lighting al Twi-Light Drive-In. Allà es lamenta per com s'han portat els seus amics amb ella, i es disculpa per ells. Després de donar-li el seu anell, intenta intimar amb ella; però ell es mou massa de pressa per a ella, i ella el deixa sol ("Alone at a Drive-In Movie", substituïda per "Sandy" al revival).
Uns dies després, els greasers celebren una festa a la casa de la Jan, mentre que en Doody i en Roger canten ("Rock 'n' Roll Party Queen"). Rizzo està amoïnada per si està embarassada, però està tan enfadada amb en Kenickie que li diu que ell no és el pare. Rizzo rebutja les ofertes d'ajut dels seus amics. Finalment, es queda sola amb la Sandy, i aquesta li pregunta com pot rebutjar l'ajut dels seus amics. Rizzo li replica que no és el seu problema ("There Are Worse Things I Could Do"). Quan queda sola, Sandy es pregunta què necessita per encaixar a Rydell i pren una decisió, trucant a Frenchy per telèfon. ("Look at Me; I'm Sandra Dee" (Reprise)).
L'endemà, els Burger Palace Boys estan a la porta del Burger Palace. Roger els diu d'anar a casa seva a veure The Mickey Mouse Club, i tots es mostren d'acord. Patty arriba, molt disgustada. Mentre que els nois es riuen d'ella, els explica que en Danny ha estat expulsat de l'equip d'atletisme per brètol. Els nois riuen i donen la benvinguda a Danny, que torna a ser un greaser. De cop i volta, la Sandy arriba amb totes les altres Pink Ladies, convertida en el somni de tot greaser. Danny està encantat amb aquest canvi, i la Patty la critica per voler anar amb tota aquella colla. De cop i volta, la Sandy dona una bufetada a la Patty, i en Danny queda bocabadat amb aquest canvi de caràcter. En Danny expressa el seu amor per la Sandy, i ella expressa els seus sentiments recíprocs ("All Choked Up", substituïda per "You're the One That I Want" al revival). Tota la colla està encantada perquè en Danny i la Sandy de nou tornen a estar junts, i tots conviden la Patty a anar a veure The Mickey Mouse Club amb ells, i ella accepta. Finalment Rizzo revela que finalment no està embarassada, i torna amb en Kenickie; i tot acaba feliçment ("We Go Together" (Reprise)).

### Canvis al revival
A causa de la popularitat de la pel·lícula de 1978, que tenia diversos canvis en les cançons (diversos es van fer per acomodar la cantant australiana Olivia Newton-John, triada per fer de Sandy), els posteriors revivals adoptaren diversos dels canvis fets a la pel·lícula, en particular la substitució de diverses cançons, així com el nom del Burger Palace Boys pel seu nom cinematogràfic, els T-Birds. El nom de Sandy Dumbrowski no es modificà de la producció original de Broadway.

### Versió escolar
Per tal de convertir el musical original en apte per a intèrprets més joves, Jim Jacobs decidí escriure una "versió escolar" del musical. Aquesta edició elimina totes les referències i usos de cigarretes i alcohol, així com les paraulotes. Pràcticament totes les cançons van tenir canvis, i els números van ser molt retallats i editats pel contingut o el llenguatge. Diverses trames argumentals estan eliminades, com l'embaràs de Rizzo i la seva cançó "There Are Worse Things I Could Do". L'inici de la festa de pijames al dormitori de Marty també està retallat (les Pink Ladies no ofereixen cigarretes o vi a Sandy, sinó que directament li proposen foradar-se les orelles). Aquesta versió és considerada com a apte per a tots els públics.
Les cançons següents tenen les lletres modificades:
- "Alma Mater Parody"
- "Summer Nights"
- "Freddy, My Love"
- "Greased Lightning"
- "Look at Me, I'm Sandra Dee"
- "Beauty School Dropout"

## Números musicals

### Producció original de 1972
| I Acte - "Alma Mater" – Miss Lynch, Patty, Eugene i Companyia - "Alma Mater (Parody)" – Pink Ladies i Burger Palace Boys - "Summer Nights" – Sandy, Danny, Pink Ladies i Burger Palace Boys - "Those Magic Changes" – Doody, Burger Palace Boys i Pink Ladies - "Freddy, My Love" – Marty i Pink Ladies - "Greased Lightnin'" – Kenickie i Burger Palace Boys - "Rydell Fight Song" – Sandy i Patty - "Mooning" – Roger i Jan - "Look at Me, I'm Sandra Dee" – Rizzo - "We Go Together" — – Pink Ladies i Burger Palace Boys | II Acte - "Shakin' at the High School Hop" – Companyia - "It's Raining on Prom Night" – Sandy i Cha Cha - "Shakin' at the High School Hop (Reprise)" – Companyia - "Born to Hand Jive" – Johnny Casino i Companyia - "Beauty School Dropout" – Teen Angel, Frenchy i Cor - "Alone at a Drive-in Movie" – Danny i Burger Palace Boys - "Rock 'N' Roll Party Queen" – Doody i Roger - "There Are Worse Things I Could Do" – Rizzo - "Look at Me, I'm Sandra Dee (Reprise)" – Sandy - "All Choked Up" – Sandy, Danny, Pink Ladies i Burger Palace Boys - "We Go Together (Reprise)" – Companyia |

* La versió de 1972 és la versió estandard llicenciada per a companyies professionals i d'aficionats mitjançant Samuel French, Inc.

### Grease: Versió escolar
| I Acte - "Alma Mater" – Miss Lynch, Patty, Eugene i Companyia - "Alma Mater (Parody)" – Pink Ladies i Burger Palace Boys - "Summer Nights" – Sandy, Danny, Pink Ladies, Burger Palace Boys i Patty - "Those Magic Changes" – Doody, Burger Palace Boys i Pink Ladies - "Freddy, My Love" – Marty i Pink Ladies - "Greased Lightnin'" – Kenickie i Burger Palace Boys - "Rydell Fight Song" – Sandy i Patty - "Mooning" – Roger i Jan - "Look at Me, I'm Sandra Dee" – Rizzo - "We Go Together" – Pink Ladies i Burger Palace Boys | II Acte - "It's Raining on Prom Night" – Sandy i Cha Cha - "Shakin' at the High School Hop" – Companyia - "Born to Hand Jive" – Johnny Casino i Companyia - "Beauty School Dropout" – Teen Angel, Frenchy i Cor - "Alone at a Drive-in Movie" – Danny i Burger Palace Boys - "Rock 'N' Roll Party Queen" – Doody i Roger - "Look at Me, I'm Sandra Dee (Reprise)" – Sandy - "All Choked Up" – Sandy, Danny, Pink Ladies i Burger Palace Boys - "We Go Together (Reprise)" – Companyia |

* Alguns aspectes no apareixen en aquesta edició, com l'embaràs de Rizzo i la seva cançó "There Are Worse Things I Could Do". Alguns dels números musicals tenen canvis a les lletres, i ha estat arranjat per retallar les cançons.

### Revival de 1994
| Act I - "Alma Mater (We Go Together)" – Companyia - "We Go Together" – Nois, Pink Ladies i Burger Palace Boys - "Summer Nights" – Sandy, Danny, Pink Ladies, Burger Palace Boys, Eugene i Patty - "Those Magic Changes" – Doody i Burger Palace Boys - "Freddy, My Love" – Marty i Pink Ladies - "Greased Lightnin'" – Kenickie i Burger Palace Boys - "Greased Lightnin' (Reprise)" – Rizzo i Burger Palace Boys - "Rydell Fight Song" – Sandy i Patty - "Mooning" – Roger i Jan - "Look at Me, I'm Sandra Dee" – Rizzo - "Since I Don't Have You" – Sandy - "We Go Together" – Pink Ladies i Burger Palace Boys | Act II - "Shakin' at the High School Hop" – The Companyia - "It's Raining on Prom Night" – Sandy, Cha Cha i Radio Singers - "Shakin' at the High School Hop (Reprise)" – Orquestra i Nois - "Born to Hand Jive" – Johnny Casino i Companyia - "Beauty School Dropout" – Teen Angel i Angels - "Alone at a Drive-in Movie" – Danny i Burger Palace Boys - "Rock 'N' Roll Party Queen" – Doody i Roger - "There Are Worse Things I Could Do" – Rizzo - "Look at Me, I'm Sandra Dee (Reprise)" – Sandy i Rizzo - "Finale Medley" (includes "All Choked Up") – Companyia |

### Revival de 2007
| Act I - "Prologue" – Instrumental - "Grease"* – Companyia - "Summer Nights" – Sandy, Danny, Pink Ladies, T-Birds, Eugene i Patty - "Those Magic Changes" – Doody i T-Birds - "Freddy, My Love" – Marty i Pink Ladies - "Greased Lightnin'" – Kenickie i T-Birds - "Rydell Fight Song" – Sandy i Patty - "Mooning" – Roger i Jan - "Look at Me, I'm Sandra Dee" – Rizzo - "We Go Together" – Pink Ladies i T-Birds | Act II - "Shakin' at the High School Hop" – The Companyia - "It's Raining on Prom Night" – Sandy i Cha Cha - "Born to Hand Jive" – Vince Fontaine i Companyia - "Hopelessly Devoted to You"* – Sandy - "Beauty School Dropout" – Teen Angel i Female Angels - "Sandy"* – Danny - "Rock 'N' Roll Party Queen" – Doody i Roger - "There Are Worse Things I Could Do" – Rizzo - "Look at Me, I'm Sandra Dee (Reprise)" – Sandy - "You're the One That I Want"* – Danny, Sandy, Pink Ladies, i T-Birds - "We Go Together (Reprise)" – Repartiment - "Grease Medley" – Repartiment - Note*: "Grease Medley" es canta mentre se saluda. |

## Paper i intèrprets notables
- Danny Zuko: Guapo i arrogant cap dels Burger Palace Boys (posteriorment els (T-Birds), s'enamora de Sandy Dumbrowski durant les vacances d'estiu. Estrenat per Barry Bostwick, entre altres intèrprets estan John Travolta (pel·lícula), Treat Williams, Patrick Swayze, David Hasselhoff, Toma Ikuta, Paul Nicholas, Adrian Zmed, Craig McLachlan, Shane Richie, Noel Sullivan, Rex Smith, Jonathan Wilkes, Ricky Paull Goldin, Ian Kelsey, Greg Evigan, Jarrod Carland, Peter Gallagher, Jeff Conaway, Noel Sullivan, Jon Secada, Max Crumm, Richard Gere, Park Jung Min, Ray Quinn, Steven Houghton, Noel Sullivan, Eric Martsolf, Ace Young, Richard Scott, Matt Nolan, Louis Tomlinson, Kim San-ho, Nathan DeVera, Justen Montgomery, Brett Cuddy, i Luis Lecarhos.
- Sandy Dumbrowski: Nova a la ciutat, una noia sana, pura, amable, maldestre i innocent. Inicialment havia d'anar a una escola catòlica, però acaba anant a Rydell. No beu, no fuma, diu paraulotes, i les Pink Ladies comenten la seva actitud. S'enamora de Danny Zuko durant les vacances. Estrenada per Carole Demas, entre altres intèrprets estan Olivia Newton-John (pel·lícula), Natalie Bassingthwaighte, Andrea McArdle, Lea Salonga, Christiane Noll, Lindsay Hartley, Elaine Paige, Sutton Foster, Aubrey O'Day, Laura Osnes, Ashley Spencer, Susan McFadden, Noel Sullivan, Lisa Kelly, Debbie Gibson, Sonia, Samantha Janus, Siobhan Dillon, Elizabeth Ellaby, Leann Meyer, i més recentment Lauren Samuels, Ivana Pedreschi, Belen Lengua, Edurne i Gisela.

Les Pink Ladies
- Betty Rizzo: Dura i sarcàstica cap de les Pink Ladies. No li agrada Sandy perquè no és prou dura. Fuma, beu i no li amoïna el que els altres pensin d'ella. Rizzo és també una noia amb "reputació". Veu a Sandy tan pura i virginal que no creu que pugui ser una Pink Lady. Interessada per Kenickie. Entre les Rizzos notables trobem a Adrienne Barbeau (producció original de Broadway), Stockard Channing (pel·lícula), Lucy Lawless, Rosie O'Donnell, Debbie Gibson, Danica McKellar, Linda Blair, Debby Boone, Sheena Easton, Jasmine Guy, Joely Fisher, Maureen McCormick, Mackenzie Phillips, Jody Watley, Linzi Hateley, Brooke Shields, Jenny Powers, Sally Ann Triplett, Dannii Minogue, Allie Schulz, Coralina Cataldi-Tassoni, Angelina Torre, Victoria Hamilton-Barritt, Lauren Padula, Elena Gadel i Ana Paula Delgado
- Frenchy: Membre divertida i ximple, però molt agradable de les Pink Ladies, abandona l'escola per entrar a l'escola de bellesa, una mica atordida i sense saber què fer. Es preocupa molt per la seva aparença. Entre les seves intèrprets trobem Didi Conn (pel·lícula), Tracey Ullman, Madison Marmion, Faye Brooks, Daphne García i Pamela Carhuamaca.
- Marty Maraschino: Membre més atractiva de les Pink Ladies, tracta d'actuar de manera sofisticada. Li agraden els homes grans. Interpretada per Dinah Manoff (pel·lícula), Marilu Henner, Dianna Agron, Lisa Maxwell, Megan Mullally, Kristy Cates, Liny Marmion, Sherie Rene Scott, Sandra Hinostroza i Daniela Trucíos.
- Jan: Membre divertida, sorollosa i amb sobrepès de les Pink Ladies. Interpretada per Mimi Kennedy, Marissa Jaret Winokur, Juana Zegarra i Tracy Alcántara.

Els Burger Palace Boys (T-Birds)
- Kenickie : El dur i rude segon al comandament. Interessat en Rizzo. Entre els seus intèrprets trobem Jeff Conaway (pel·lícula), Shane Ritchie, Max Crumm, Ace Young, Jhan Paulo Mendoza, Alejandro Baca & Ben Richards.
- Doody: El member més jove del grup, ximple i crèdul. Entre els seus interprets trobem a John Travolta, Martin Ericsson, Ray Quinn, Sander Jan Klerk, Sam Harris, Juan Miguel Ruíz i Max Crumm.
- Dominic "Sonny" LaTierri: Membre enginyós del Burger Palace Boys; italoamericà divertit i "setciències". Entre els seus interprets trobem a Seán Hogan, Rodrigo Koplin, Jorge Cueva, Carlos Pioroda i Eliot Bacon.
- Roger (a la pel·lícula s'anomenà "Putzie"): Bromista i alegre; enamorat de Jan. Entre els Rogers notables trobem a Ethan McCarter, Walter Bobbie, Hunter Foster, Max Savage, Diego Ynga i Adam Tardif.

Altres personatges
- Patty Simcox: Una guapa, plena de vida, animadora, i alegre. Ella és impopular amb les Pink Ladies, nominat per al consell estudiantil. Entre les Pattys notables trobem a Ilene Kristen, Dominique Dawes, Tamsin Outhwaite, Siobhan Dillon, Christie Whelan, Jenifer Rivera i Mónica Figueroa LaHoz.
- Miss Lynch (a la pel·lícula s'anomenà "Principal McGee"): Seriosa professora d'anglès. Entre les Lynches notables trobem a Sally Struthers, Milagros Chucos i Andrea Zorrilla.
- Eugene Florczyk: Ximple, pompós i crèdul. Interpretat per Eddie Deezen (pel·lícula), Ian Tardif i Carlos Enrique Vera.
- Vince Fontaine: Un disk jockey egoísta que intenta recuperar els seus anys d'adolescència. Vinces notables inclouen Edd Byrnes (pel·lícula), Micky Dolenz, Joe Piscopo, Jeff Conaway, Richard Wilkins, Peter Scolari i Giordani Guerra.
- Charlene "Cha-Cha" DiGregorio: Aparentment la millor ballarina de St. Bernadette's; guanya el concurs de ball amb Danny. (a la pel·lícula hi ha implícita una història entre ella i Danny.) Interpretada per Annette Charles (film version), Julie Henderson, (Rossana Huapaya, Valerie Urrunaga i Maria Laura Salgado.
- Johnny Casino: Rock-star estudiant a Rydell High. Entre els Johnnys notables inclouen Alan Paul, Richard Short, Rivers Cuomo, Micky Dolenz, Glenn Carter, Steph Sutor.
- Teen Angel: Un paper de cameo que inclou la cançó irònica "Beauty School Dropout". Habitualment interpretat per un idol adolescent; i entre els Tenn Angels notables estan Frankie Avalon (pel·lícula), Alan Paul, Donny Most, Davy Jones, Eddie Mekka, Chubby Checker, John Farnham, Mary Bond Davis, Billy Porter, Jennifer Holliday, Al Jarreau, Darlene Love, Taylor Hicks, Jimmy Osmond i Ezra Stoller.

## Premis i nominacions

### Producció original de Broadway
| Any  | Premi               | Categoria                               | nominat                   | Resultat   |
| ---- | ------------------- | --------------------------------------- | ------------------------- | ---------- |
| 1972 | Premi Drama Desk    | Coreografies Més Destacades             | Patricia Birch            | GUANYADOR  |
| 1972 | Premi Drama Desk    | Vestuari Més Destacat                   | Carrie Robbins            | GUANYADOR  |
| 1972 | Premi Theatre World | Premi Theatre World                     | Adrienne Barbeau          | GUANYADORA |
| 1972 | Premi Tony          | Millor Musical                          | Millor Musical            | nominat    |
| 1972 | Premi Tony          | Millor Llibret de Musical               | Jim Jacobs i Warren Casey | nominat    |
| 1972 | Premi Tony          | Millor Actor Protagonista de Musical    | Barry Bostwick            | nominat    |
| 1972 | Premi Tony          | Millor Actor de Repartiment de Musical  | Timothy Meyers            | nominat    |
| 1972 | Premi Tony          | Millor Actriu de Repartiment de Musical | Adrienne Barbeau          | nominada   |
| 1972 | Premi Tony          | Millor Coreografia                      | Patricia Birch            | nominada   |
| 1972 | Premi Tony          | Millor Vestuari                         | Carrie Robbins            | nominada   |

### Revival de Londres de 1993
| Any  | Premi                  | Categoria              | nominat         | Resultat |
| ---- | ---------------------- | ---------------------- | --------------- | -------- |
| 1994 | Premi Laurence Olivier | Millor Revival Musical | nominat         |          |
| 1994 | Premi Laurence Olivier | Millor Coreògraf       | Arlene Phillips | nominada |

### Revival de Broadway de 1994
| Any  | Premi               | Categoria                                       | nominat                   | Resultat   |
| ---- | ------------------- | ----------------------------------------------- | ------------------------- | ---------- |
| 1994 | Premi Drama Desk    | Actor de Repartiment Més Destacat en un Musical | Sam Harris                | nominat    |
| 1994 | Premi Drama Desk    | Coreografia Més Destacada                       | Jeff Calhoun              | nominat    |
| 1994 | Premi Theatre World | Premi Theatre World                             | Brooke Shields            | GUANYADORA |
| 1994 | Premi Tony          | Millor Revival de Musical                       | Millor Revival de Musical | nominat    |
| 1994 | Premi Tony          | Millor Actriu de Repartiment de Musical         | Marcia Lewis              | nominada   |
| 1994 | Premi Tony          | Millor Coreografia                              | Jeff Calhoun              | nominat    |

### Revival de Broadway 2007
| Any  | Premi      | Categoria                 | nominat                   | Resultat |
| ---- | ---------- | ------------------------- | ------------------------- | -------- |
| 2007 | Premi Tony | Millor Revival de Musical | Millor Revival de Musical | nominat  |